# Something to Say - The Music of Stevie Wonder
Albums de Pat Bianchi (en)
In the Moment
(2018)
Something to Say - The Music of Stevie Wonder est un album-hommage de Pat Bianchi (en) sorti en 2021 chez Savant Record (filiale de HighNote Records (en)).
Dans cet album instrumental, Bianchi remplace les paroles de Wonder par des solos de piano, de guitare et de saxophone ténor.

## Listes des pistes
| Something to Say - The Music of Stevie Wonder | Something to Say - The Music of Stevie Wonder        | Something to Say - The Music of Stevie Wonder | Something to Say - The Music of Stevie Wonder | Something to Say - The Music of Stevie Wonder | Something to Say - The Music of Stevie Wonder | Something to Say - The Music of Stevie Wonder | Something to Say - The Music of Stevie Wonder | Something to Say - The Music of Stevie Wonder | Something to Say - The Music of Stevie Wonder |
| No                                            | Titre                                                | Auteur                                        | Interprète                                    | Durée                                         |                                               |                                               |                                               |                                               |                                               |
| --------------------------------------------- | ---------------------------------------------------- | --------------------------------------------- | --------------------------------------------- | --------------------------------------------- | --------------------------------------------- | --------------------------------------------- | --------------------------------------------- | --------------------------------------------- | --------------------------------------------- |
| 1.                                            | Go Home                                              | Stevie Wonder                                 | Pat Bianchi                                   | 4:42                                          |                                               |                                               |                                               |                                               |                                               |
| 2.                                            | Until You Come Back to Me (That's What I'm Gonna Do) | Stevie Wonder, Clarence Paul, Morris Broadnax | Pat Bianchi                                   | 5:23                                          |                                               |                                               |                                               |                                               |                                               |
| 3.                                            | Superstition                                         | Stevie Wonder                                 | Pat Bianchi                                   | 7:18                                          |                                               |                                               |                                               |                                               |                                               |
| 4.                                            | Moon Blue                                            | Stevie Wonder, Akosua Busia                   | Pat Bianchi                                   | 6:22                                          |                                               |                                               |                                               |                                               |                                               |
| 5.                                            | Isn't She Lovely                                     | Stevie Wonder                                 | Pat Bianchi                                   | 5:06                                          |                                               |                                               |                                               |                                               |                                               |
| 6.                                            | If It's Magic                                        | Stevie Wonder                                 | Pat Bianchi                                   | 5:52                                          |                                               |                                               |                                               |                                               |                                               |
| 7.                                            | Something to Say                                     | Stevie Wonder, Don Hunter                     | Pat Bianchi                                   | 4:54                                          |                                               |                                               |                                               |                                               |                                               |
| 8.                                            | Just Callin'                                         | Stevie Wonder                                 | Pat Bianchi                                   | 4:32                                          |                                               |                                               |                                               |                                               |                                               |
| 9.                                            | Ribbon in the Sky                                    | Stevie Wonder                                 | Pat Bianchi                                   | 2:19                                          |                                               |                                               |                                               |                                               |                                               |
| 46:31                                         |                                                      |                                               |                                               |                                               |                                               |                                               |                                               |                                               |                                               |

## Personnel
- Pat Bianchi (en) : orgue Hammond B3
- Paul Bollenback (en) : guitare
- Byron Landham : batterie
- Wayne Escoffery (en) : saxophone

## Format
L'album sort au format digital (réf. SCD 2190) le 12 novembre 2021. 